# Пригара Марія Аркадіївна
Марія Аркадіївна Пригара (* 20 лютого 1908, Москва — † 8 вересня 1983 Київ) — українська поетеса, письменниця, перекладачка. Лауреатка Премії імені Лесі Українки (1979).

## Біографія
Народилася 20 лютого 1908 року в Москві у родині службовця. Потім родина переїхала до Криворіжжя. Через деякий час сім'я переїхала в Київ, а потім — у Білу Церкву. В підлітковому віці захворіла туберкульозом, що змусило родину у 1924 році переїхати до Одеси. В Одесі навчалася спочатку в профілактично-санітарному технікумі, а потім в Інституті народної освіти. Перший вірш («Повстанець») надруковано в одеській газеті «Червоний степ» 1928 року.
У 1931 році здобула вищу освіту в Одеському ІНО (інституті народної освіти).
Працювала в газеті «Пролетарська правда», у видавництвах. Під час війни — на радіостанції імені Т. Г. Шевченка в Саратові. У 1945–1950 роках була заступницею редактора журналу «Барвінок».
Під час Другої світової війни працювала в Саратові на радіостанції імені Т. Г. Шевченка. Після повернення до Києва вела велику роботу як заступниця редактора журналу «Барвінок» (1945–1950), допомагала молодим дитячим письменникам.
Пішла з життя 8 вересня 1983 року.

## Творчість

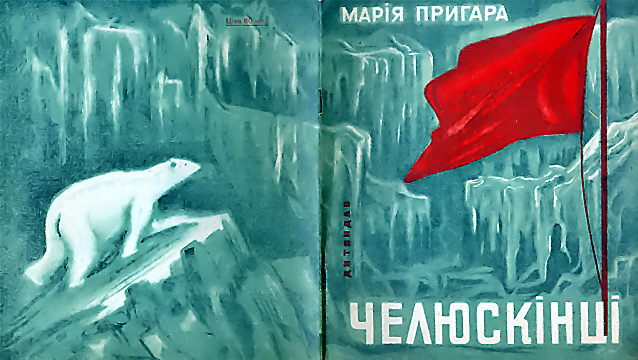
Марія Пригара. Челюскінці. 1935

Перші книжки для дітей вийшли 1929 року. Це «Весна на селі» та «Дитячий садок». Десятки книжок Марії Пригари виховували в кількох поколіннях українських дітей любов до батьківщини, її історії й природи. Це й пейзажні поезії «Ми любим сонце і весну», і «Місто чудес», і особливо такі історичні казки й повісті, як «Козак Голота» (1966), «Михайлик — джура козацький», «Як три брати з Азова тікали», «Маруся Богуславка», «Тече Дніпро в синє море» та інші.
Іншу грань ліричної героїні поетеси розкривають її збірки «дорослої» лірики: «Дорогою війни» (1944), «Напередодні» (1947), «Сестри» (1948), «Надвечір'я» (1977).
У поетичному доробку Марії Пригари — найбільш відомі збірки поезій: «Дорогами війни» (1944), «Напередодні» (1947), «Сестри» (1948), «Школярі» (1951), «Казки» (1956), «Ростемо завзяті» (1959), «Ми любим сонце і весну» (1960), «Містечко чудес» (1962), «На лісовій галявині» (1963), «Якщо ми знайомі» (1965).
Плідно працювала Марія Пригара у царині художнього перекладу. Її перу належать українські переклади роману Болеслава Пруса «Фараон», поеми Миколи Некрасова «Кому на Русі жити добре?», романів та повістей Ванди Василевської «Вогні на болотах», «Райдуга», «Просто любов», «Кімната на горищі», «Пісня над водами», романів Владислава Реймонта «Селяни», Елізи Ожешко «Хам», Єжи Путрамента «Роздоріжжя»:, переважно з польської, якою письменниця володіла досконало. Для дітей переклала українською твори С. Маршака, К. Чуковського, А. Барто, С. Михалкова та ін.
Авторка лібрето «Вовк і семеро козенят».

## Відзнаки

Меморіальна дошка Марії Пригарі у Києві

За «Вибрані твори. В 2-х томах» (1978) Марія Пригара була удостоєна Літературної премії імені Лесі Українки (1979).

## Вшанування пам'яті
На київському будинку «Роліт», що на вулиці Михайла Коцюбинського, на знак вшанування пам'яті її встановлено меморіальну дошку.